# Lucius E. Polk

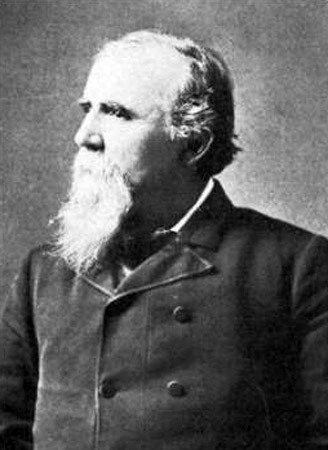
Lucius Polk en sus últimos años

Lucius Eugene Polk (10 de julio de 1833 - 1 de diciembre de 1892) fue un general de brigada en el Ejército de los Estados Confederados durante la guerra civil estadounidense. Era sobrino de Leonidas Polk.

## Primeros años
Polk nació en Salisbury, Carolina del Norte. Cuando tenía dos años, la familia se mudó cerca de Columbia, Tennessee. Polk asistió a la Universidad de Virginia en 1850-51, antes de establecerse en Helena, Arkansas, donde fue plantador.

## Guerra civil
En 1861, Polk se alistó en los Yell Rifles como soldado raso bajo Patrick Cleburne, a quien sirvió durante la mayor parte de la guerra. En la batalla de Shiloh, el entonces subteniente menor Polk fue herido en la cara. Fue ascendido a coronel del 15.º Regimiento de Infantería de Arkansas después de Shiloh. Cuando Cleburne fue ascendido a mando divisional, Polk fue nombrado general de brigada hasta la fecha desde el 13 de diciembre de 1862. Polk participó en la lucha en Stones River, Chickamauga, Chattanooga y en la Campaña de Atlanta. En junio de 1864, Polk fue gravemente herido (la cuarta vez durante la guerra) en la Batalla de la montaña Kennesaw y fue dado de baja honorablemente del Ejército.

## Carrera de posguerra
Polk regresó a Columbia después de ser herido en Kennesaw. Se desempeñó como delegado de la Convención Nacional Demócrata de 1884 en Chicago. En 1887 fue elegido para el Senado de Tennessee.

## Muerte y legado
Polk recibió grandes elogios del soldado confederado Sam Watkins, quien escribió sobre él en su libro Co. Aytch: "En cada batalla en la que estaba involucrado, conducía a sus hombres a la victoria, o mantenía a raya al enemigo, mientras la oleada de batalla era contra nosotros; siempre parecía el general exitoso, que arrebataría la victoria de las mismas fauces de la derrota. En cada batalla, la brigada de Polk, de la división de Cleburne, casi ha hecho el nombre de Cleburne como el Stonewall del Oeste. Polk fue para Cleburne lo que Murat o la vieja guardia eran para Napoleón ".
Polk murió en Columbia, Tennessee, y está enterrado en el cementerio de la iglesia de St. John en la cercana Ashwood. Su hijo Rufus King Polk era congresista de Pensilvania.